# Patryk Chojnowski
Patryk Karol Chojnowski (ur. 5 kwietnia 1990 w Świdniku) – polski niepełnosprawny tenisista stołowy, trzykrotny mistrz paraolimpijski (2012, 2021, 2024), mistrz świata osób niepełnosprawnych, indywidualny Mistrz Polski seniorów 2019.

## Życiorys
Pierwszym sukcesem Chojnowskiego na arenie międzynarodowej były tytuły mistrza Europy osób niepełnosprawnych (klasa 10) w 2011 roku zdobyte w Splicie w grze pojedynczej oraz w drużynie wraz z Igorem Misztalem i Sebastianem Powroźniakiem.
W 2012 roku na igrzyskach paraolimpijskich w Londynie zdobył złoty medal indywidualnie w klasie 10 oraz srebrny drużynowo w klasie 9-10 razem z Sebastianem Powroźniakiem. Cztery lata później na igrzyskach paraolimpijskich w Rio de Janeiro wywalczył srebrny medal indywidualnie w klasie 10 oraz brązowy drużynowo w klasie 9-10 razem z Piotrem Grudniem i Marcinem Skrzyneckim. Na kolejnych igrzyskach paraolimpijskich w Tokio zdobył złoty medal w grze pojedynczej w klasie 10.
Podczas mistrzostw Europy osób niepełnosprawnych w Lignano w 2013 roku, w Vejle w 2015 roku, w Laško w 2017 roku, w Helsingborgu w 2019 roku oraz mistrzostw świata osób niepełnosprawnych w Pekinie w 2014 roku wywalczył złoty medal indywidualnie w klasie 10 oraz złoty medal w kategorii drużynowej. Poza tym podczas mistrzostw świata osób niepełnosprawnych wywalczył złoty medal w rywalizacji drużynowej w Bratysławie w 2017 roku oraz w grze pojedynczej w Laško w 2018 roku.
Podczas rozgrywanych w Gliwicach w 2019 roku mistrzostwach Polski seniorów wywalczył złoty medal w grze pojedynczej pokonując w finale Patryka Zatówkę 4-1.
Jego trenerami są Elżbieta Madejska i Piotr Szafranek. Od 2022 roku reprezentuje barwy Polonii Bytom.
W 2022 roku został mistrzem świata osób niepełnosprawnych w Grenadzie w singlu (klasa 10) oraz w grze mieszanej (klasa XD20) wraz z Natalią Partyką.
W 2023 roku wywalczył trzy tytuły mistrza Europy osób niepełnosprawnych w Sheffield, w singlu (klasa 10), w grze podwójnej wraz z Piotrem Grudniem (klasa MD18) oraz w grze mieszanej wraz z Natalią Partyką (klasa XD20).
W 2024 roku wywalczył wraz z Piotrem Grudniem złoty medal w grze podwójnej w klasie MD18 na Letnich Igrzyskach Paralimpijskich 2024 w Paryżu oraz złoty medal w grze pojedynczej w klasie MS10.

## Odznaczenia
- Krzyż Komandorski Orderu Odrodzenia Polski – 2024[10]
- Krzyż Oficerski Orderu Odrodzenia Polski – 2021[11]
- Złoty Krzyż Zasługi – dwukrotnie: 2013[12]; 2016[13][14]